# روی‌پارین سدیم
روی‌پارین سدیم (به انگلیسی: Reviparin sodium) یک داروی آنتی‌ترومبوتیک است و به گروه هپارین‌های با وزن مولکولی پایین (LMWH) تعلق دارد.

## کاربرد پزشکی
- پیشگیری از لخته شدن خون[۱][۲]
- پیشگیری از ترومبوآمبولی بعد از عمل[۳]
- درمان DVT با یا بدون آمبولی ریه (PE)[۴][۵]
- پیشگیری از حوادث ترومبوتیک حاد پس از آنژیوپلاستی کرونری ترانس لومینال از راه پوست (PTCA)